# Sophie Pétronin
Sophie Pétronin dite Mariam à la suite de sa conversion à l'islam, née à Bordeaux le 7 juillet 1945, est une travailleuse humanitaire franco-suisse. Elle est la fondatrice de l'ONG Association d'aide à Gao, qui œuvre dans le domaine de l'aide à l'enfance dans le nord du Mali.
Le 24 décembre 2016, elle est enlevée à Gao par un groupe de djihadistes associé à Al-Qaïda. Après près de quatre ans de captivité, elle est libérée le 8 octobre 2020 ; elle était alors la dernière otage française dans le monde.
Dans un livre enquête, Il suffit d'un espoir paru le 20 mai 2021, ses conditions de détention sont détaillées. L'auteur, le journaliste Anthony Fouchard, revient également sur les coulisses de cette affaire d'otage inédite.
En 2021, malgré la pression des autorités françaises pour qu'elle n'obtienne pas de visa, elle retourne volontairement au Mali et de manière irrégulière en passant par le Sénégal. Ce comportement provoque de vives critiques des medias et des élus, après avoir été kidnappée puis délivrée par les autorités françaises. Elle fait désormais l'objet d'un avis de recherche au Mali.

## Biographie

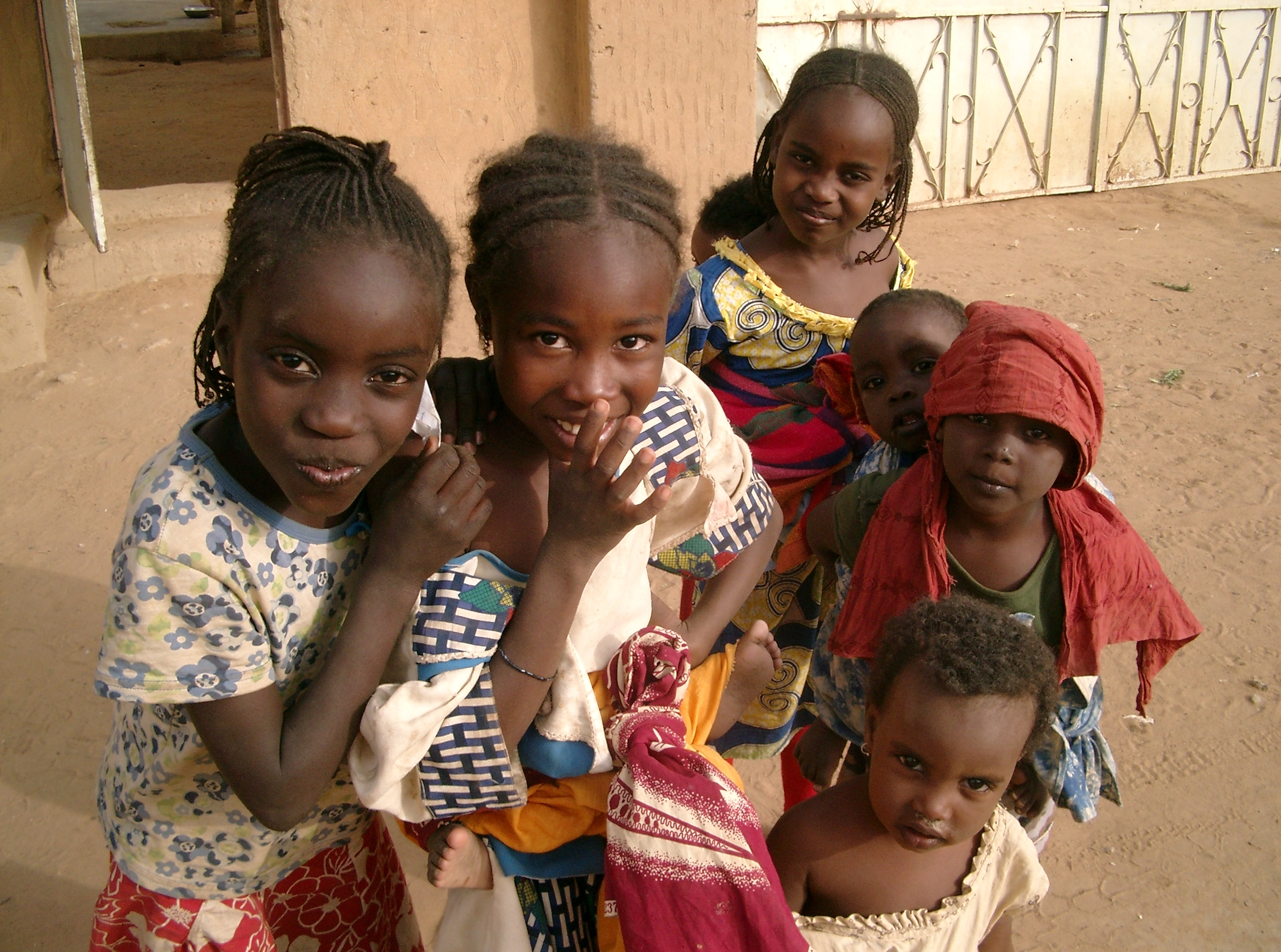
Enfants à Gao

Sophie Pétronin est originaire de Bordeaux. Laborantine de formation, elle entreprend une formation médicale et se spécialise dans les questions de malnutrition et en médecine tropicale.
Elle découvre Gao en 1996 avant de s’y installer définitivement en 2001. Elle dirige depuis 2004 dans cette ville une organisation non gouvernementale venant en aide aux enfants souffrant de malnutrition.

### Première tentative d'enlèvement en 2012
En 2012, des rebelles du Mouvement national de libération de l'Azawad (MNLA) profitent du coup d'État contre le président Amadou Toumani Touré pour s'attaquer à des villes stratégiques du Mali, dont Gao - où réside encore Sophie Pétronin. Réfugiée au consulat d'Algérie, elle parvient à s’enfuir par une porte de derrière alors que les diplomates algériens sont eux-mêmes capturés par les rebelles touaregs. Elle parvient ensuite à s'exfiltrer du pays par le désert grâce à l'aide d'une famille locale qui lui procure déguisement et logistique. Elle racontera cette expérience en détail dans la presse française.
Cet épisode ne la décourage nullement, même s'il a eu valeur d'avertissement : « Le risque d’attentat et d’enlèvement visant les Occidentaux est toujours très élevé dans tout le Mali. Nous devons redoubler de prudence », écrit-elle dans un rapport à AAG (Association d'Aide à Gao). C'est donc en pleine connaissance de cause qu'elle retourne au Mali dès l'année suivante pour poursuivre la mission dans laquelle elle se sent profondément investie.

### Son enlèvement en 2016

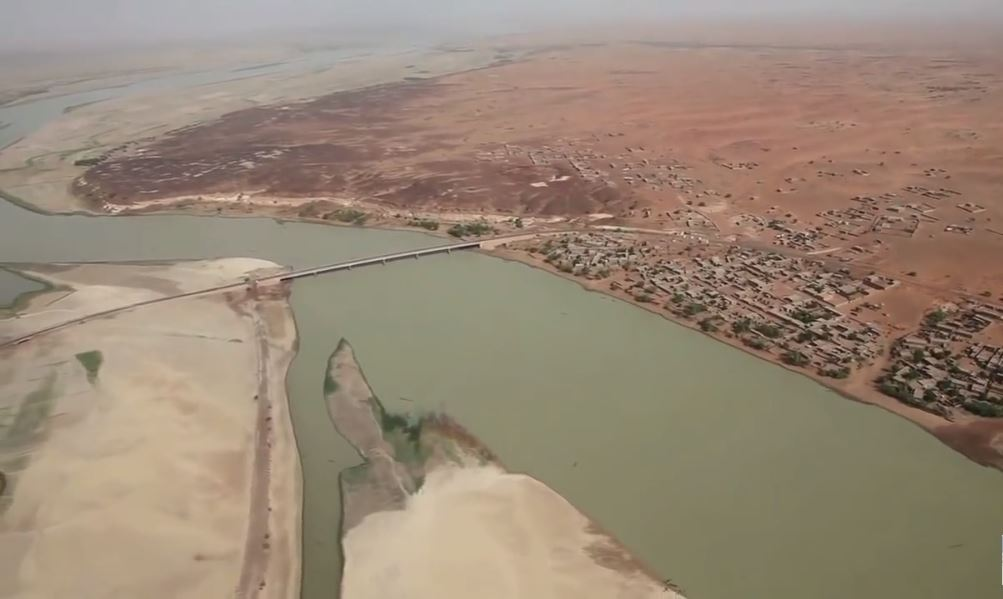
Vue aérienne de Gao et du pont de Wabaria, théâtre en 2013 de combats entre les forces spéciales françaises et le MUJAO au cours de la deuxième bataille de Gao de la guerre du Mali.

Le 24 décembre 2016, Sophie Pétronin est enlevée à Gao. Une enquête est ouverte par le parquet de Paris et confiée à la Direction générale de la Sécurité intérieure.
Ce n'est qu'en juillet 2017 que des premières nouvelles apparaissent lorsqu'une association djihadiste du Sahel diffuse une vidéo où elle apparaît avec cinq autres personnes enlevées entre 2011 et 2017 au Mali mais également au Burkina Faso. Sa détention est revendiquée par le Groupe de soutien à l'islam et aux musulmans (GSIM), association salafiste liée à Al-Qaïda. Les autres personnes détenues en otage sont de diverses nationalités : Arthur Kenneth Elliott (Australie), Stephen McGown (Afrique du Sud), Iulian Ghergut (Roumanie), la missionnaire Béatrice Stockly (Suisse) et la religieuse Gloria Cecilia Narváez Argoti (Colombie).
Après la diffusion d'une seconde vidéo en mars 2018, dans laquelle elle ne s'exprime pas, Sophie Pétronin apparaît dans un nouvel enregistrement vidéo diffusé début juin 2018 où elle s'adresse directement à son fils, mais également au gouvernement et au président français,,.
Une nouvelle vidéo est adressée à la famille en novembre 2018. Sophie Pétronin n’apparaît pas directement sur cette vidéo mais est visible en photo. Son fils se dit alors très préoccupé par son état de santé.
En novembre 2018, Sébastien Chadaud-Pétronin, le fils de Sophie Pétronin, fait le déplacement au Mali pour tenter de précipiter la libération de sa mère. Il appelle Emmanuel Macron à « clarifier sa position ». M. Chadaud-Pétronin se montre très inquiet : « M. Macron a le droit de sacrifier l'otage, en sa qualité de chef des armées, mais le sacrifice est la résultante d'un refus de négociation. Donc il a aussi un devoir de transparence, et je crois que dans la situation d'urgence, où on a tous peur qu'elle soit en train de mourir, s'il y a refus de négociation, je pense qu'il est temps maintenant de l'acter. » Il réitère sa volonté de rester le plus longtemps possible sur place, jusqu'à obtenir une évolution dans la situation de sa mère.
Le 14 décembre 2018, Emmanuel Macron répond aux accusations de M. Chadaud-Pétronin : « L’État continue d'agir sans relâche pour retrouver notre compatriote. Une telle démarche pour réussir exige le professionnalisme et la discrétion. ». Le fils de Sophie Pétronin est soutenu dans son combat par Ingrid Betancourt, retenue pendant six ans en otage en Colombie entre 2002 et 2008. Elle était à ses côtés à Paris lors du point presse qu'il a donné le 14 décembre 2018 lorsqu'elle a rappelé le rôle indispensable joué par l'ex-président de la République Nicolas Sarkozy lorsqu'elle était gardée en captivité par les FARC : « J'ai su plus tard qu'il appelait tous les jours [en Colombie] pour faire pression. » Sébastien Chadaud-Pétronin estime que M. Macron lui a manifesté « le même mépris que celui qu'il a affiché face aux Gilets jaunes ». Il a regretté que le ministère des Affaires étrangères n'ait pas donné suite à la proposition des ravisseurs de libérer sa mère en novembre 2018. Au cours de ce même point presse, il a révélé que, selon des informations qu'il avait eues, sa mère allait « un peu mieux », tout en reconnaissant ne pas être certain de la fiabilité de ces révélations.
Le 26 décembre 2018, Sébastien Chadaud-Pétronin indique à RTL au sujet de sa mère que les ravisseurs « ne veulent pas la garder » en raison de son état de santé qui se détériore et qu'Emmanuel Macron est « le seul à avoir le pouvoir de vie et de mort sur ma mère ». Le Ministère des Affaires étrangères souhaite davantage de « discrétion et de professionnalisme » pour mener à bien cette négociation. Jean-Pierre Pétronin, époux de l'otage, a concédé que son fils « n'était pas compétent » pour mener seul les négociations. « Pour aller plus loin, peut-être qu'il faut s'en remettre au gouvernement mais il faut vraiment que ça se fasse très, très rapidement », ajoute-t-il.
Le 14 mai 2019, lors de l'hommage national rendu aux deux soldats tués pour la libération de deux otages français au combat de Gorom-Gorom, le président de la République déclare : « Je pense à Sophie Pétronin aux mains de ses ravisseurs. Nous ne l'oublions pas » et assure que « jamais notre nation n'abandonne ses enfants ». Sébastien Chadaud-Pétronin l'en « remercie sincèrement » et appelle à nouveau à agir pour la libération de sa mère.
Le 1er avril 2020, la famille annonce que le gouvernement lui a transmis une preuve de vie récente de l'otage. Pendant près de 4 ans, le fils de Sophie Pétronin n'a pas cessé de chercher sa mère, en multipliant les déplacements au Sahel. Selon le journaliste Anthony Fouchard, les démarches du fils de l'otage ont été en grande partie financées par l'État Français.

### Libération
Après avoir été détenue pendant près de quatre ans, Sophie Pétronin est libérée le 8 octobre 2020 avec trois autres otages : deux Italiens et surtout l'ancien ministre malien Soumaïla Cissé, trois fois candidat à la présidentielle,,,,. Selon des experts, « la France a profité des négociations autour de la libération de Soumaïla Cissé pour organiser celle de Sophie Pétronin » qui n'a « jamais été au centre de la négociation »,. Sa remise en liberté coïncide avec celle de plus d'une centaine voire deux cents prisonniers,,, dont l'identité et le profil demeurent inconnus, bien qu'ils soient présentés comme étant des djihadistes condamnés ou présumés par des responsables maliens s’exprimant sous le couvert de l’anonymat, et pour la plupart, des « combattants de base » et des chefs précédemment capturés par les soldats français, selon le reporter Didier François,.
Elle est arrivée sur le tarmac de l'aéroport de Villacoublay le 9 octobre 2020, avant de rejoindre la Suisse où réside son fils.
Avant son enlèvement, Sophie Pétronin vivait à Gao, au Mali, où elle dirigeait depuis des années une organisation d’aide à l’enfance. Elle a déclaré lors de sa remise en liberté, le jeudi 8 octobre 2020 : « Pour le Mali, je vais prier, implorer les bénédictions et la miséricorde d’Allah, parce que je suis musulmane. Vous dites Sophie, mais c’est Mariam que vous avez devant vous ». Elle a présenté une vision dédramatisée de ses conditions de détention et déclaré vouloir retourner au Mali,,. Elle est critiquée lors de son retour en France.

### Retour au Mali
En 2021, elle retourne au Mali de manière irrégulière en passant par le Sénégal, contournant ainsi la pression des autorités françaises pour qu'elle n'obtienne pas de visa. Elle vit sept mois à Bamako avant de faire l'objet d'un avis de recherche au Mali. De fausses informations circulent dans la presse, certaines attestant que Sophie Pétronin était de nouveau portée disparue. Régulièrement en contact avec Sophie Pétronin, le journaliste Anthony Fouchard affirme le contraire dans plusieurs interviews. Dans les jours qui suivent ces révélations, ils détaillent les conditions de retour de Sophie Pétronin auprès de sa fille adoptive. Ce retour au Mali provoque de vives critiques politiques,,.